# Torre de la Plaza (Benifayó)
La torre de la plaza de Benifayó (Provincia de Valencia, España) es una construcción de los siglo XI y XIII de arquitectura islámica que se sitúa en el centro de la población.
Esta torre formaría parte del cinturón defensivo de la ciudad de Valencia, junto a las torres de Espioca, Silla, Almusafes, Muza, etc.., y sería también usada para refugio de los habitantes de las alquerías de los alrededores. También ha tenido usos como granero y cárcel.
La anchura de la torre en la parte inferior es de unos once metros en cada uno de los cuatro lados. Tiene un total de cuatro plantas con una altura total aproximada de 23 metros. La parte superior está coronada por siete almenas en cada lado. Sus dimensiones la sitúan entre las torres conservadas más grandes existentes en la Comunidad Valenciana.
Los muros de 1,30 metros de anchura fueron realizados con el sistema conocido como "tapial de mortero de cal y piedra", una técnica constructiva milenaria. Los muros exteriores contienen aspilleras y las ventanas para iluminar las tres plantas superiores. El dintel y los montantes de la entrada fueron hechos con bloques monolíticos de piedra calcárea. 
En la primera planta se abre un balcón con matacán con la función de defender verticalmente la puerta de entrada. En el interior, en el centro, se levantan cuatro muros paralelos entre los cuales está la escalera de altos peldaños. Las bóvedas interiores de las diferentes plantas fueron construidas con cimbras de caña y barro, de las cuales aún quedan restos. La planta primera tiene bóveda de cañón y en los muros no hay ninguna ventana. 
La planta segunda tiene una bóveda de cañón dividida en cuatro tramos, resueltos con arcadas hechas de ladrillo que giran con la bóveda. 
La tercera planta es similar a la segunda en cuanto a disposición y dimensiones pero las bóvedas y los correspondientes arcos giran en sentido contrario. 
La cuarta planta está formada por arcos que arrancan de las esquinas del núcleo central, pero con la particularidad de tener otros cuatro arcos más, ocho en total, cubriéndose cada uno con una diferente bóveda de cañón. La solución arquitectónica de esta planta produce una mayor compartimentación del espacio, ofreciendo una profundidad sorprendente en una estancia de medidas tan reducidas.
La restauración de la Torre de la Plaza (1994-1996) ha supuesto la definitiva valoración de esta emblemática construcción, después de que el año 1978 fuera separada del antiguo Ayuntamiento. Ahora solamente se encuentra unida a la casa-palacio de los falcó, barones de Benifayó, con la que forma la antigua fortificación señorial.